# Furcraea boliviensis
Furcraea boliviensis  ist eine Pflanzenart aus der Gattung Furcraea in der Unterfamilie der Agavengewächse (Agavoideae). Das Artepitheton boliviensis  verweist auf das Vorkommen der Art in Bolivien.

## Beschreibung
Furcraea boliviensis bildet 30 bis 40 Zentimeter lange und 10 bis 15 Zentimeter breite, kräftige, manchmal niederliegende Stämme. Ihre Rosetten sind – einschließlich des Stammes – 90 bis 100 Zentimeter lang und 100 bis 140 Zentimeter breit. Die häufig ausgebreiteten, schwertförmigen, 45 bis 55 (nur selten mehr) dicken Laubblätter sind steif und nur mäßig rinnig. Sie sind zu ihrer Basis hin leicht verschmälert. Die Laubblätter sind dunkel aschgrün und 8 bis 10 Zentimeter breit. Enddornen sind nicht vorhanden, die scharfen Blattspitzen sind jedoch stechend. An den Blätträndern befinden sich klein, krallige, ziemlich eng zusammenstehende Randzähne, die nicht länger als 3 Millimeter werden. 
Über den Blütenstand sowie die Früchte und Samen ist nichts bekannt.

## Systematik und Verbreitung
Furcraea boliviensis ist in der bolivianischen Provinz Mizque an felsigen Hängen in Höhenlagen von 2600 bis 3500 Metern verbreitet. Die Art ist nicht sehr häufig.
Die Erstbeschreibung durch Pierfelice Ravenna wurde 1978 veröffentlicht.
Furcraea boliviensis wird in der Gattung in die Sektion Furcraea eingeordnet.

## Nachweise